# الهروب (فلم 1972)
الهروب (بالإنجليزية: The Getaway) فيلم إثارة أمريكي لعام 1972 يستند إلى رواية عام 1958 لجيم طومسون. الفيلم من إخراج سام بيكينبا، وكتبه والتر هيل، ومن تمثيل النجوم ستيف ماكوين، وآلي ماكجرو. يروي الفيلم مؤامرة لإطلاق سراح السجين كارتر، بشرط أن يسرق أحد البنوك في تكساس. أثار المخرج بيتر بوجدانوفيتش إعجاب ماكوين والمنتج ديفيد فوستر في آخر أفلامه، وتم تعيينه في الأصل لإخراج الفيلم مع سيناريو طومسون، ولكن نشأت خلافات إبداعية بينه وبين ماكوين وتم فصله لاحقًا مع المخرج بوجدانوفيتش. انتقلت مهام الكتابة والإخراج في النهاية إلى هيل وبيكينبا. بدأ التصوير الرئيسي في 7 فبراير 1972، في تكساس. جمع الفيلم شمل ماكوين وبيكينباه، وكلاهما سبق لهما العمل معًا في فيلم «جونيور بونر Junior Bonner» غير المربح نسبيًا والذي تم إصداره في نفس العام.
عرض الفيلم لأول مرة في 13 ديسمبر 1972. على الرغم من المقالات السلبية التي تلقاها عند صدوره، قدم العديد من النقاد مقالات جيدة. حقق شباك التذاكر أكثر من 36 مليون دولار، وكان ثامن أعلى فيلم في عام 1972، وكان واحدًا من أكثر الإنتاجات نجاحًا من الناحية المالية في مسيرة ماكوين والمخرج بيكينباه.
تم إصدار طبعة جديدة من الفيلم، من بطولة أليك بالدوين وكيم باسنجر في عام 1994.

## طاقم التمثيل
- ستيف ماكوين: في دور كارتر ماكوي «دوك»
- علي ماكجرو: في دور كارول مكوي
- بن جونسون: في دور جاك بينون
- سالي ستروثرز: في دور فران كلينتون
- آلي ليتيري: في دور رودي بتلر
- سليم بيكنز: في دور كاوبوي
- ريتشارد برايت: في دور اللص
- جاك دودسون: في دور هارولد كلينتون
- دوب تايلور: في دور لافلين
- بو هوبكنز: في دور فرانك جاكسون
- روي جنسون: في دور كالي
- جون برايسون: في دور المحاسب (شقيق بينون)[13]

## أحداث الفيلم
يقضي اللص المحترف كارتر «دوك» مكوي عقوبة لمدة عشر سنوات في سجن ولاية تكساس، وبعد قضاء أربع سنوات يقدم طلبه للإفراج المشروط، وبالرغم من كونه سجينًا نموذجيًا، فإن طلبه يرفض. يصبح دوك غير قادر عاطفياً على تحمل الحياة داخل السجن، وتشعر زوجته كارول مكوي بهذا، ولذلك تتصل برجل الأعمال المحتال جاك بينون، وهو رجل له صلات سياسية نافذة، لتأمين إطلاق سراحه مقابل أن يخطط دوك وينفذ عملية سطو على فرع بنك صغير في تكساس، الذي سيكون في خزانته 750,000 دولار في خلال الأسبوعين المقبلين. بدلاً من استخدام. يطلب بينون أن يختار دوك من يعاونه في السرقة، وبعد اكتمال السرقة وتقسيم الأموال، سيعبر دوك وكارول الحدود إلى المكسيك للعيش في سلام. تجري الأحداث ولا يتم تنفيذ السرقة حسب التخطيط، ويسارع دوك وكارول بالهرب إلى المكسيك بحصتهم من المسروقات. يلاحقهم العديد من الأشخاص، وبعضهم يعرف أنهم سيحاولون العبور إلى المكسيك عند أحد المعابر الحدودية الرئيسية في غرب تكساس. يلتقي دوك وكارول بالزوجين فران وهارولد كلينتون، ويبدو أنهما زوجان مستقيمان، ويحاولان مساعدة دوك وزوجته أكثر مما كان متوقعًا في البداية. تستمر خطة الهرب العشوائية وخلالها تتكشف حقائق كثيرة.

## تطور إنتاج الفيلم
كان ستيف ماكوين يشجع مدير دعايته ديفيد فوستر لدخول صناعة السينما لسنوات، كمنتج. كانت محاولة الإنتاج الأولى هي فيلم «بوتش كاسيدي وصندانس كيد Butch Cassidy and the Sundance Kid» عام 1969، بطولة ماكوين إلى جانب بول نيومان، لكن شركة فوكس لم ترغب في أن يكون فوستر جزءًا من الصفقة، وانهار المشروع. بدأ فوستر الإعداد لإنتاج «الهروب»، ونشأ صراع مع باراماونت حول ميزانية الفيلم. كان لدى فوستر ثلاثون يومًا لإعداد صفقة جديدة مع استوديو آخر، أو أن باراماونت ستمتلك الحقوق الحصرية.
بدأ بيكينبا في الإعداد لإخراج الفيلم، وأراد اختيار ستيلا ستيفنز للبطولة، واقترح فوستر الاستعانة بالممثلة آل ماكجرو، التي كانت وفتها الأكثر طلبًا بعد النجاح التجاري لفيلم «قصة حب Love Story»، وتلقت ماكجرو مبلغ  300.000 دولار بالإضافة إلى حقوق التوزيع الألمانية.
بدأ التصوير الرئيسي في هنتسفيل بولاية تكساس، في 7 فبراير 1972. صور بيكينبا المشاهد الافتتاحية في سجن هانتسفيل، مع ماكوين محاط بالمساجين الفعليين. شملت مواقع التصويرالأخرى مدن تكساس مثل سان ماركوس، وسان أنطونيو، وإل باسو.

## استقبال الفيلم
حقق الفيلم في الأسبوع الثاني من شهر يناير عام 1973، أرباحًا تقدر بنحو 874000 دولار في تسعة وثلاثين دار عرض في الولايات المتحدة. كما بلغ ذروته وحقق 18.943.592 دولارًا بحلول نهاية عام 1973، واستمر ليصبح ثامن أعلى فيلم في العام. كان إجمالي الإيجارات في أمريكا الشمالية لتلك السنة 17500000 دولار، على ميزانية إنتاج قدرها 3.352.254 دولارًا.
حقق الفيلم 36.734.619 دولارًا في الولايات المتحدة وحدها.
كان رد الفعل الأولي على الفيلم سلبيًا. وصف فينسنت كانبي من صحيفة نيويورك تايمز الفيلم بأنه «بلا هدف». اشتكى الناقد السينمائي المعروف روجر إيبرت من أن القصة مفتعلة، واصفاً إياه في صحيفة «شيكاغو صن تايمز»، بأنه «لعبة ميكانيكية كبيرة ولامعة وغير شخصية»، ومنح الفيلم 2 من أصل 4 نجوم. كتبت بولين كايل، من صحيفة نيويوركر، إن العلاقة التي تظهر على الشاشة بين ماكوين وماكجرو تترك الكثير مما هو مرغوب فيه، وأشارت كايل إلى ماكجرو كممثلة أسوأ بكثير من كانديس بيرغن.
كتب جاي كوكس من مجلة «تايم»، أن المخرج كان يدفع بامتيازاته بعيدًا جدًا، لكنه أثنى على الفيلم باعتباره «عمل حرفي كفء».
شجبت كاثلين كارول من صحيفة نيويورك ديلي نيوز الفيلم لكونه «عنيف للغاية ومبتذلاً». وصف جون سيمون الفيلم بأنه «فيلم مخيب للآمال وقبيح وغير معقول».
كتب جين سيسكل من صحيفة شيكاغو تريبيون إن الفيلم مثل فيلم «بوني وكلايد Bonnie and Clyde» في السبعينيات، ومنحه 3 نجوم من أصل 4.
كان النقد الحديث أكثر تقديراً، حيث منح دينيس شوارتز من مراجعات أفلام العالم لأوزوس Ozus' World Movie Reviews تصنيف «بي» ومدح معظم مشاهد الحركة في الفيلم ووصفه بأنه «فيلم إثارة تم تصويره بأسلوب بيكينباه المليء بالإثارة والعنف والغير أخلاقي».
منح موقع الطماطم الفاسدة الفيلم تقييم مقداره 85% بناء على آراء 20 ناقد سينمائي، وكتب إجماع النقاد: «سام بيكينبا وستيف ماكوين، هم ملوك العنف والهدوء، ويعملون بكامل طاقتهم». صنف الموقع فيلم «الهروب» في المرتبة 47 في قائمة «أفضل 75 فيلم عن السرقة في كل العصور». أدرج موقع «قائمة التشغيل The Playlist» في عام 2010، الفيلم في قائمته «25 فيلمًا من أفلام السطو المفضلة في جميع الأوقات»، واصفًا إياه بأنه «حركة قوية ومباشرة ومن الممتع دائمًا مشاهدته في وقت متأخر من الليل».

## روابط خارجية
- الهروب على موقع IMDb (الإنجليزية)
- الهروب على موقع ميتاكريتيك (الإنجليزية)
- الهروب على موقع الموسوعة البريطانية (الإنجليزية)
- الهروب على موقع روتن توميتوز (الإنجليزية)
- الهروب على موقع ألو سيني (الفرنسية)
- الهروب على موقع Turner Classic Movies (الإنجليزية)
- الهروب على موقع أول موفي (الإنجليزية)
- الهروب على موقع بوكس أوفيس موجو (الإنجليزية)
- الهروب على موقع فيلمافينيتي (الإسبانية)
- الهروب على موقع قاعدة بيانات الأفلام السويدية (السويدية)